# Medusa (zespół muzyczny)
Medusa – brytyjski zespół muzyczny grający muzykę z pogranicza gatunków rock, glam rock i punk rock, inspirowany twórczością takich zespołów jak Nirvana, Sex Pistols czy Van Halen.

## Historia
Zespół został założony w Blackburn w roku 1998 z inicjatywy czternastoletniego wówczas Juliana Molinero, który jako jedyny pojawia się we wszystkich składach grupy. Dwa lata później zespół rozpoczął koncertowanie po miejscowych klubach muzycznych. Debiutancki album zatytułowany Medusa ukazał się pod koniec 2006 roku. Nagrany został on w studio nagrań Ignition Studios w Londynie. Zespół zaczął grać koncerty w większych klubach, między innymi w The Academy w Manchesterze. W latach 2006–2007 zespół niejednokrotnie pojawiał się w krajowej prasie, głównie za sprawą drobnych skandali, takich jak rzekoma kradzież krasnala ogrodowego należącego do Russella Branda i przyprowadzenie kozy do jego studio.
W roku 2010 grupa przeniosła się do Londynu. W 2011 nagrała album zatytułowany Can't Fucking Win. Do trzech piosenek - Venomous, She's Venusian i Tinkerbell nakręcone zostały teledyski. Za sprawą ostatniego z nich zespół powrócił na łamy brytyjskiej prasy, jako że wystąpił w nim angielski komik Josh Bennett, mający m.in. swój epizod w filmie Harry Potter i Insygnia Śmierci.
Po krótkotrwałym rozgłosie działalność zespołu została zawieszona do roku 2013, kiedy do zespołu dołączył Milo De Nack na gitarze basowej, zaś na początku roku 2014 perkusista Stefan Hale. W październiku tego samego roku ukazał się trzeci album studyjny grupy zatytułowany Headcase's Handbook, będący w istocie albumem koncepcyjnym. Jego nagrywanie miało miejsce w drugiej połowie sierpnia 2014 roku w studio nagrań Regal House Studio w Wisbech. W roku 2015 ukazały się teledyski do piosenek Sid and Nancy i The Sweetest Elixir oraz w sierpniu roku 2016 do utworu Think it Over.
W roku 2019 perkusistą grupy został Snell Eldridge, znany z występów w londyńskim zespole glam rockowym Towers of London oraz The Prodigy. Pod koniec tego samego roku zespół udał się do Chicago, gdzie w studio nagrań Electrical Audio pod kierownictwem Steve'a Albiniego nagrany został czwarty album zatytułowany In Bed With Medusa. Jego premiera miała miejsce w lutym 2020 roku. Niedługo później ukazał się krótki film dokumentalny przedstawiający pracę nad albumem.

## Dyskografia
- Medusa (2006)
- Can't Fucking Win (2011)
- Headcase's Handbook (2014)
- In Bed With Medusa (2020)